# Salomo II van Imeretië
Salomo II (Georgisch: სოლომონ II, Solomon II) (1772 - 7 februari 1815), uit het huis Bagrationi, was het laatste koning van Imeretië (West-Georgië) van 1789 tot 1790 en van 1792 tot zijn afzetting door het Russische Rijk in 1810.
Hij werd geboren als David, zoon van Prins Archil (broer van koning Salomo I), zijn moeder was Helene, dochter van Erekle II. Salomo I stierf in 1784 en benoemde zijn neef David (Salomo II) als zijn rechtmatige opvolger en erfgenaam.